# Čengid
Čengid (mađ. Csengőd) je selo u središnjoj Mađarskoj.
Zauzima površinu od 48,89 km četvornih.

## Zemljopisni položaj
Nalazi se u regiji Južni Alföld, na 46°43'1" sjeverne zemljopisne širine i 19°15'46" istočne zemljopisne dužine.

## Upravna organizacija
Upravno pripada kireškoj mikroregiji u Bačko-kiškunskoj županiji. Poštanski broj je 6222.
U selu djeluje jedinica romske manjinske samouprave.
1912. je iz sastava sela Páhija izdvojen Čengid i još dva zaseoka i od njih je formirano samostalno selo Čengid. 1950. su iz Čengida i Kireša izdvojena neka naselja i od njih je formirano selo Tabdi.

## Stanovništvo
U Čengidu živi 2335 stanovnika (2005.). Mađari su većina. Roma je 1,9%, Nijemaca je 0,3%, Slovaka je 0,1% te ostalih. Rimokatolika je 72%, luterana je 10%, kalvinista je 8%, grkokatolika je 0,2% te ostalih.